# Sun Jianjun
Sun Jianjun (孙建军S, Sūn JiànjūnP; Tientsin, 31 marzo 1973) è un allenatore di calcio ed ex calciatore cinese, di ruolo centrocampista.